# Henri Ledroit
 (février 2021).
Si vous disposez d'ouvrages ou d'articles de référence ou si vous connaissez des sites web de qualité traitant du thème abordé ici, merci de compléter l'article en donnant les références utiles à sa vérifiabilité et en les liant à la section « Notes et références ».
Henri Ledroit, né le 11 mars 1946 à Villacourt et décédé le 10 mai 1988 à Nancy est un contreténor français.

## Biographie
Henri Ledroit a fait ses études (piano, musique de chambre, harmonie, histoire de la musique, chant) aux conservatoires de Nancy et Paris.
Il rencontre en 1972 Alfred Deller lors d'un stage à Lacoste, où Deller réside une partie de l'année. Deller remarque ses dispositions vocales exceptionnelles, l'encourage et lui fait travailler sa voix de contreténor.
Henri Ledroit se perfectionne dans le chant baroque auprès de Nikolaus Harnoncourt, Nigel Rogers, ainsi que de René Jacobs avec qui il donne aussi de nombreux concerts. Il prend part à de nombreuses représentations à travers l'Europe, notamment avec le Clemencic Consort (musique du Moyen Âge), Philippe Herreweghe (Passion selon saint Matthieu en 1980), Jean-Claude Malgoire, Ton Koopman et Michel Corboz (Médée de Charpentier 1984). Remplaçant Paul Esswood au pied levé dans David et Jonathas de Marc-Antoine Charpentier, où il n'avait été engagé que pour interpréter le rôle de la pythonisse en alternance avec René Jacobs), il soulève l'enthousiasme.
Il continuera à perfectionner son chant avec Mme Nicole Fallien.
Dès 1976, Henri Ledroit commence une carrière lyrique, et enregistre notamment :
- chansons de Clément Janequin, avec l'ensemble polyphonique de France dirigé par Charles Ravier (mai 1976, Disques Valois, collection Astrée) ;
- chansons de Roland de Lassus (décembre 1976) ;
- motets de Lassus avec le Collegium Vocale Gent (1979, Disques Valois, collection Astrée) ;
- enregistrement à Vienne d'un disque Ciconia et d'un Binchois avec le Clemencic Consort, novembre 1979 ;
- 5 septembre 1980 à Venise, à la Fenice, enregistrement de L'incoronazione di Poppea de Monteverdi, direction Alan Curtis, spectacle filmé par la télévision italienne et  pressé par Fonit Cetra.

En 1982, il chante Arsamene dans Serse de Haendel, avec Daniel Delarue dans le rôle-titre, sous la direction de Jean-Claude Malgoire, à l'atelier lyrique de Tourcoing, au festival de la côte d'opale, et dans les opéras de Dunkerque et de Metz.
En 1983, il chante Orlando de Haendel dans la mise en scène de Christian Gangneron (ARCAL), dont malheureusement il n'existe aucune trace sonore, puis en 1985, l'Ormindo de Francesco Cavalli.
Parallèlement, il donne des concerts en France et en Europe. Il participe aussi à des productions contemporaines, Georges Aperghis avec En un Tour de Main (pour alto solo) en 1986, Un déchainement si prolongé de la grâce de Jacques Lenot. Son dernier enregistrement sera, en 1987, l'anonyme Tristan et Iseult, avec la Boston Camerata dirigée par Joel Cohen.
Il décède le 10 mai 1988 du sida, à l'âge de 42 ans.
En 2009, Ricercar publie une réédition de ses enregistrements sous forme d'hommage.

## Discographie
Si Solstice et Ricercar ont publié la majorité de ses enregistrements, bien d'autres labels ont enregistré Henri Ledroit, comme CBS, Still, RCA, Harmonia Mundi. Cette dispersion rend difficile la collation d'une discographie exhaustive.
Le label belge Ricercar a réalisé 7 enregistrements avec le musicologue Jérôme Lejeune, dont :
- Motetti Ed Arie A Voce (compositeurs en lien avec la ville de Venise), (1983);
- Henry Dumont, Motets à voix seule, (Gérard Lesne, écho), Ricercar Consort (1984) Diapason d’or.
- les cantates de la famille Bach (1985);
- les Deusche Barock Kantaten, volumes I & II (1985 & 1987 );
- Marc-Antoine Charpentier, la cantate Orphée descendant aux enfers (H.471), Stances du Cid (H.457, 458, 459), Tristes déserts (H.469), Ah! qu'on est malheureux (H.443), Amour vous avez beau redoubler mes alarmes (H.445), Rendez-moi mes plaisirs (H.463), Auprès du feu (H.446), Le bavolet (H.499 a), Epitaphium Carpentarii (H.474) , Ricercar Consort (1987 rééd. 1998) ;
- des enregistrements inédits (constitués, après son décès, de prises et d'enregistrements non retenus pour le choix d'albums. (périodes 1982, 1983, 1984, 1987).

Parmi ses autres enregistrements, on peut citer : 
- Benedetto Marcello, Cantata & Canzona, 2 LP FY 1983
- Haendel, Six cantates profanes, avec Noëlle Spieth, clavecin, et David Simpson, violoncelle. CD Fy 1983.

- Guillaume-Gabriel Nivers, Œuvres vocales et instrumentales, avec Louis Thiry  à l'orgue réalisé par le facteur Louis-Alexandre Clicquot en 1739 à l'église Saint-Jacques Saint-Christophe à Houdan, CD Solstice, 1985.
- Henry Dumont, Motets pour La Chapelle du Roy, La Chapelle Royale, dir. Philippe Herreweghe, CD Harmonia Mundi (1988).
- Marc-Antoine Charpentier, Miserere H.219, Pour la seconde fois que le Saint Sacrement vient au même reposoir H.372, Pour le Saint sacrement au reposoir H.346, Motet pour l'offertoire de la messe rouge H.434, . Chœur et Orchestre De La Chapelle Royale, dir. Philippe Herreweghe, Harmonia Mundi 1985.
- Marc-Antoine Charpentier, Messe de Minuit H.9, La Grande Écurie & la Chambre du Roy dir. Jean Claude Malgoire, CBS Sony 1982.
- François Couperin, Motets, Ian Honeyman, Michèle Ledroit, René Schirrer, Jean-Charles Ablitzer, continuo. CD Still 1984.
- Joseph Chabanceau de La Barre CD FY 1984
- Cantique de mes soupirs, CD Still 1985
- Alessandro Scarlatti, cantates, CD FY 1985
- Antonio Vivaldi, L'Incoronazione Di Dario, Ensemble baroque de Nice, dir. Gilbert Bezzina, 3 CD Harmonia Mundi 1986
- Monteverdi, Orfeo, Orchestre De L'Opéra de Lyon, dir. Michel Corboz, 2 CD Erato 1986
- Giacomo Antonio Perti, Messa A 8 Voci, Cappella Musicale Di San Petronio, dir. Sergio Vartolo, CD Bongiovanni 1986
- Luigi Rossi, Pensieri Dolenti,  CD Solstice 1988.
- Jacques Lenot, Le Soliloque de la grâce  (Henri Ledroit) - Le tombeau d'Henri Ledroit (Isabelle Poulenard), La Chapelle Royale, dir. Philippe Herreweghe, CD Solstice, 1992.